# Castello della Porta
Il castello della Porta è un castello medievale situato nel borgo di Frontone, in provincia di Pesaro e Urbino nelle Marche.

## Storia
Il borgo di Frontone ha origini che risalgono all'XI secolo, e la sua storia è strettamente legata al castello. Nel corso dei secoli, il castello ha cambiato proprietà diverse volte, passando sotto il controllo di città come Cagli, Gubbio e Urbino. 
Nel 1445 ne fu tentata la conquista da parte da Sigismondo Malatesta, che era in guerra con il duca Federico da Montefeltro. Dopo tale tentativo (fallito) il duca incaricò Francesco di Giorgio Martini, architetto militare senese, per rafforzare il sistema difensivo del castello.

### Acquisizione del comune e restauro
Nel 1985, il comune di Frontone ha acquistato il castello, trasformandolo in un centro culturale. Il restauro, completato nel 2001, ha permesso la riapertura del castello al pubblico. Attualmente, il castello ospita mostre, esposizioni, spettacoli ed eventi, anche relativi al patrimonio culinario marchigiano. Gli spazi polifunzionali e gli allestimenti moderni lo rendono un importante centro culturale, dove convivono arte contemporanea e storia.